# Desenvolupament/Per!
Desenvolupament/Per! (en letó: Attīstībai/Par!, AP!) va ser una coalició liberal de Letónia formada al 2018 a partir de les organitzacions Moviment Per!, Desenvolupament de Letònia i Creixement. Després de perdre la representació a la Saeima, la coalició es va dissoldre de facto al 2022.

## Història
L'aliança va adoptar una posició centrista, i va ser descrita de diverses maneres com a socioliberal i liberal clàssica. Estava orientada cap al proeuropeisme i el seu objectiu principal era "una Letònia moderna i justa dins d'una Europa unida". Els dos components principals de l'aliança, LA i Par, són partits membres del partit Aliança de Liberals i Demòcrates per Europa (ALDE). L'aliança estava liderada pels seus copresidents, Daniels Pavļuts, membre de Saeima i líder de Par, i Juris Pūce, ministre de Protecció del Medi Ambient i Desenvolupament Regional i líder de LA.
A les eleccions parlamentàries de 2018 va quedar quarta en guanyar 13 escons a Saeima. A partir del gener de 2019, l'aliança va participar en el primer gabinet de Kariņš, ocupant set càrrecs ministerials, inclòs el nomenament d'Artis Pabriks com a viceprimer ministre. A les eleccions al Parlament Europeu de 2019, l'aliança va rebre un dels vuit escons assignats a Letònia, i va ser elegit el favorit de la llista, el politòleg Ivars Ijabs. Ijabs en aquell moment no era membre de cap dels partits que formaven l'aliança, tot i que va anunciar que representaria el partit ALDE. Ijabs, així com el viceprimer ministre i ministre de Defensa Artis Pabriks, es van unir a Desenvolupament de Letònia a l'octubre de 2019.
A les eleccions anticipades de l'Ajuntament de Riga del 2020, l'aliança es va presentar en una llista electoral comuna amb els Progressistes de centreesquerra, que van guanyar les eleccions amb el 26% dels vots i van rebre 18 escons, set dels quals van ser guanyats per candidats de l'aliança. El membre del Moviment Per!, Mārtiņš Staķis, va ser alcalde fins a la seva dimissió el 2023.
Gradualment, els anys de govern –tant a escala nacional com municipal– enmig d'una pandèmia i lluites internes al gabinet van erosionar gran part de la base de votants de l'aliança. Després dels resultats decebedors de les eleccions parlamentàries del 2022 , en què l'aliança no va aconseguir recuperar els seus escons parlamentaris, l'aliança es va dissoldre tècnicament, tot i que continua registrada per mantenir el finançament estatal amb el nom legal de PLI (una abreviatura de les inicials dels noms dels antics partits constituents).

## Membres
La composició a la Saeima i al Parlament Europeu corresponen al període 2018-2019 en el moment de major representació.
| Partit | Partit                                         | ideologia        | Posició     | Líder                                         | Saeima  | MEPs  |
| ------ | ---------------------------------------------- | ---------------- | ----------- | --------------------------------------------- | ------- | ----- |
|        | Moviment Per! Kustība Par!                     | Socioliberalisme | Centre      | Daniels Pavļuts                               | 6 / 100 | 0 / 8 |
|        | Desenvolupament de Letònia Latvijas attīstībai | Liberalisme      | Centredreta | Ivars Ijabs Artūrs Toms Plešs Elīna Stapulone | 6 / 100 | 1 / 8 |
|        | Creixement Izaugsme                            | Regionalisme     | Centre      | Andris Skride                                 | 1 / 100 | 0 / 8 |

## Resultats electorals

### Eleccions legislatives
| Any  | Líder         | Resultats | Resultats | Resultats | Resultats | Resultats | Pos. | Govern            |
| Any  | Líder         | Vots      | %         | ±         | Escons    | +/–       | Pos. | Govern            |
| ---- | ------------- | --------- | --------- | --------- | --------- | --------- | ---- | ----------------- |
| 2018 | Artis Pabriks | 101,685   | 12.12     | Nou       | 13 / 100  | Nou       | 4t   | Coalició          |
| 2022 | Artis Pabriks | 45,452    | 4.97      | 7.15      | 0 / 100   | 13        | 8è   | Extraparlamentari |

### Parlament Europeu
| Any  | Líder       | Vots   | %             | Escons | +/– |
| ---- | ----------- | ------ | ------------- | ------ | --- |
| 2019 | Ivars Ijabs | 58,763 | 12.49 (No. 4) | 1 / 8  |     |